# Italijansko nogometno prvenstvo 1900
Italijansko nogometno prvenstvo 1900.
Zmagovalec prvenstva je bila Genoa.

## Kvalifikacije

### Krog 1

#### Piedmont
| Ekipa #1          | Rez. | Ekipa #2          |
| ----------------- | ---- | ----------------- |
| F.C. Torinese     | 3-1  | Ginnastica Torino |
| Juventus          | 0-1  | F.C. Torinese     |
| Ginnastica Torino | 0-2  | Juventus          |
| Ginnastica Torino | 0-2  | F.C. Torinese     |
| Juventus          | 2-0  | Ginnastica Torino |
| F.C. Torinese     | 2-1  | Juventus          |

Zadnje kvalifikacije
|    | Ekipa             | Točke | GP | W | D | L | GF | GA | +/- | Opombe             |
| -- | ----------------- | ----- | -- | - | - | - | -- | -- | --- | ------------------ |
| 1. | F.C. Torinese     | 8     | 4  | 4 | 0 | 0 | 8  | 2  | +6  | Napredovala naprej |
| 2. | Juventus          | 4     | 4  | 2 | 0 | 2 | 5  | 3  | +1  |                    |
| 3. | Ginnastica Torino | 0     | 4  | 0 | 0 | 4 | 1  | 9  | -8  |                    |

#### Ligurija
| Ekipa #1 | Rez. | Ekipa #2        |
| -------- | ---- | --------------- |
| Genoa    | 7-0  | Sampierdarenese |

#### Lombardija
Milano C.F.C. je bila edina prijavljena ekipa in tako avtomatično napredovala v Krog 2.

### Krog 2
Odigran 15. aprila
| Ekipa #1      | Rez. | Ekipa #2 |
| ------------- | ---- | -------- |
| F.C. Torinese | 3-0  | Milano   |

## Finale
Odigran 22. aprila v Torinu
| Ekipa #1      | Rez.     | Ekipa #2 |
| ------------- | -------- | -------- |
| F.C. Torinese | 1-3(pod) | Genoa    |